# 摂津警察署
摂津警察署（せっつけいさつしょ）は、大阪府警察が管轄する警察署の一つ。

## 所在地
大阪府摂津市南千里丘4番39号
近辺には以下の駅がある。
- 阪急京都本線 摂津市駅、正雀駅
- JR京都線 千里丘駅
- 大阪モノレール線 摂津駅

## 管轄区域
- 摂津市
- 吹田市南正雀5丁目

## 沿革
1990年4月1日開署。それまで摂津市は茨木警察署の管轄であった。

## 交番
- 味生交番 - 摂津市西一津屋2番34号
- 正雀交番 - 摂津市正雀本町一丁目11番12号
- 千里丘交番 - 摂津市千里丘三丁目14番32号
- 鳥飼交番 - 摂津市鳥飼下一丁目6番11号
- 鳥飼西交番 - 摂津市鳥飼野々一丁目24番6号
- 三宅交番 - 摂津市千里丘東二丁目14番23号